# ساكاي توشيهيكو
ساكاي توشيهيكو (باليابانية: 堺利彦) (15 يناير 1871 في اليابان - 23 يناير 1933، طوكيو في اليابان)؛ مؤرخ، سياسي، مترجم، صحفي وروائي ياباني.

## روابط خارجية
- ساكاي توشيهيكو على موقع الموسوعة البريطانية (الإنجليزية)